# Schuchertella
Schuchertella is een geslacht van uitgestorven brachiopoden, dat voorkwam van het Vroeg-Devoon tot het Perm.

## Beschrijving
Deze brachiopode kenmerkt zich door de brede slotrand, vlakke of iets gewelfde kleppen en fijne ribben op de schelp.

## Soorten
- S. bassa † Grant 1995
- S. beyrichi † Rothpletz 1892
- S. cooperi † Grant 1976
- S. fushuiensis † Chen & Liao 2007
- S. luliangensis † Jin & Fang 1985
- S. quryatensis † Yanagida & Pillevuit 1994
- S. semiplana † Waagen 1884
- S. shenshuensis † Lee & Gu 1980
- S. subvexa † Cooper & Grant 1974
- S. tapina † Grant 1993